# Championnat du Panama de football 2002
Navigation
Saison précédente Saison suivante
Le championnat ANAPROF 2002 est la quinzième édition de la première division panaméenne.
Lors de ce tournoi, le Deportivo Árabe Unido a tenté de conserver son titre de champion du Panama face aux sept meilleurs clubs panaméens.
La saison était divisée en deux tournois, l'Apertura et le Clausura, les deux vainqueurs se sont disputé le titre de champion à la fin de la saison.
Lors de chaque tournoi, chacun des huit clubs participant était confronté une ou deux fois aux sept autres équipes selon l'organisation du tournoi. Puis les quatre meilleurs s'affrontaient lors d'une phase finale à la fin du tournoi.
Seulement deux places étaient qualificatives pour la Copa Interclubes UNCAF.

## Les 8 clubs participants
| \| Panama City : Alianza FC Chorrillo FC CD Plaza Amador Tauro FC Panama City Deportivo Árabe Unido Panama City San Francisco FC Sporting Cocle Panama City Atlético Veragüense \| Localisation des clubs engagés dans le championnat. |
| Panama City : Alianza FC Chorrillo FC CD Plaza Amador Tauro FC Panama City Deportivo Árabe Unido Panama City San Francisco FC Sporting Cocle Panama City Atlético Veragüense                                                           |

| Club                     | Stade                                               | Capacité                 | Ville                  |
| Alianza FC               | Stade Camping Resort                                | 1 500                    | Panama City            |
| Deportivo Árabe Unido    | Stade Mariano Bula                                  | Capacité inconnue        | Colón                  |
| Chorrillo FC             | Stade Municipal de Balboa                           | 2 000                    | Panama City            |
| CD Plaza Amador          | Stade Rommel Fernández Stade Municipal de Balboa    | 32 000 2 000             | Panama City            |
| San Francisco FC         | Stade Agustín Sánchez                               | 3 040                    | La Chorrera            |
| Sporting Cocle           | Stade Rommel Fernández Stade Municipal de Ciruelito | 32 000 Capacité inconnue | San Miguelito Penonomé |
| Tauro FC                 | Stade Rommel Fernández                              | 32 000                   | Panama City            |
| Atlético Veragüense (en) | Stade Omar Torrijos                                 | Capacité inconnue        | Santiago de Veraguas   |

## Tournoi Apertura
Le tournoi Apertura  se déroule de la façon suivante, en deux phases :
- La phase de qualification : les dix journées de championnat.
- La phase finale : les matchs aller-retour allant des demi-finales à la finale.

### Phase de qualification
Lors de la phase de qualification les huit équipes affrontent à deux reprises les trois autres équipes de leur groupe et une fois les quatre équipes de l'autre groupe selon un calendrier tiré aléatoirement.
Les deux meilleures équipes de chaque groupe sont qualifiées pour la phase finale.
Le classement est établi sur le barème de points classique (victoire à 3 points, match nul à 1, défaite à 0).
Le départage final se fait selon les critères suivants :
- Le nombre de points.
- Le nombre de points particulier.
- La différence de buts particulière.
- La différence de buts générale.
- Le nombre de buts marqués.

#### Classements
| Rang | Équipe                    | Pts | J  | G | N | P | Bp | Bc | Diff |
| ---- | ------------------------- | --- | -- | - | - | - | -- | -- | ---- |
| 1    | Deportivo Árabe Unido (T) | 19  | 10 | 5 | 4 | 1 | 16 | 11 | +5   |
| 2    | Tauro FC                  | 18  | 10 | 5 | 3 | 2 | 18 | 10 | +8   |
| 3    | Alianza FC                | 15  | 10 | 4 | 3 | 3 | 13 | 14 | -1   |
| 4    | Chorrillo FC              | 14  | 10 | 4 | 2 | 4 | 16 | 16 | 0    |

| Rang | Équipe                       | Pts | J  | G | N | P | Bp | Bc | Diff |
| ---- | ---------------------------- | --- | -- | - | - | - | -- | -- | ---- |
| 1    | San Francisco FC             | 16  | 10 | 5 | 3 | 2 | 14 | 10 | +4   |
| 2    | Sporting San Miguelito       | 14  | 10 | 4 | 2 | 4 | 12 | 14 | -2   |
| 3    | CD Plaza Amador              | 9   | 10 | 2 | 3 | 5 | 7  | 9  | -2   |
| 4    | Atlético Veragüense (en) (P) | 2   | 10 | 0 | 2 | 8 | 10 | 22 | -12  |

| Légende : Qualifications et relégations | Légende : Qualifications et relégations             |
| --------------------------------------- | --------------------------------------------------- |
|                                         | Qualifié pour les demi-finales                      |
|                                         | (T) : Tenant du titre (P) : Promu de la saison 2001 |

#### Matchs
| Résultats (▼dom., ►ext.)                                   | Ali | Ára | Ver | Spo | Pla | San | Spo | Tau |
| Alianza FC                                                 |     | 2-1 |     | 1-1 |     | 2-0 | 1-1 | 3-3 |
| Deportivo Árabe Unido                                      | 1-0 |     |     | 3-2 | 1-0 |     | 3-1 | 1-1 |
| Atlético Veragüense (en)                                   | 1-2 | 1-2 |     |     | 2-2 | 2-2 | 2-3 |     |
| Sporting San Miguelito                                     | 3-1 | 2-2 | 2-0 |     | 1-0 | 1-2 | 1-4 | 2-3 |
| CD Plaza Amador                                            | 0-1 |     | 3-0 |     |     | 1-0 | 0-1 |     |
| San Francisco FC                                           |     | 1-1 | 3-1 |     | 1-1 |     | 1-0 | 1-0 |
| Sporting Cocle                                             |     |     | 1-0 |     | 0-0 | 1-3 |     |     |
| Tauro FC                                                   | 3-0 | 1-1 | 2-1 | 0-1 | 2-0 |     | 3-0 |     |
| - Victoire à domicile - Match nul - Victoire à l'extérieur |     |     |     |     |     |     |     |     |

### La phase finale
Les quatre équipes qualifiées sont réparties dans le tableau final d'après leur classement général.
En cas d'égalité sur la somme des deux matchs, une prolongation et une séance de tirs au but ont éventuellement lieu. Lors de la finale, si les deux équipes n'arrivent pas à se départager un deuxième match est organisé.

#### Tableau
|  | 1/2 finale             | 1/2 finale             | 1/2 finale       | 1/2 finale | 1/2 finale | 1/2 finale |                       |                       | Finale | Finale | Finale | Finale | Finale |  |
|  |                        |                        |                  |            |            |            |                       |                       |        |        |        |        |        |  |
|  |                        |                        |                  |            |            |            |                       |                       |        |        |        |        |        |  |
|  |                        |                        |                  |            |            |            |                       |                       |        |        |        |        |        |  |
|  | Deportivo Árabe Unido  | Deportivo Árabe Unido  | (A1)             | 2          | 1          | 0(4)       |                       |                       |        |        |        |        |        |  |
|  | Deportivo Árabe Unido  | Deportivo Árabe Unido  | (A1)             | 2          | 1          | 0(4)       |                       |                       |        |        |        |        |        |  |
|  | Sporting San Miguelito | Sporting San Miguelito | (B2)             | 1          | 2          | 0(2)       |                       |                       |        |        |        |        |        |  |
|  | Sporting San Miguelito | Sporting San Miguelito | (B2)             | 1          | 2          | 0(2)       | Deportivo Árabe Unido | Deportivo Árabe Unido | (A1)   | 2      |        |        |        |  |
|  |                        |                        |                  |            |            |            | Deportivo Árabe Unido | Deportivo Árabe Unido | (A1)   | 2      |        |        |        |  |
|  |                        | San Francisco FC       | San Francisco FC | (B1)       | 0          |            |                       |                       |        |        |        |        |        |  |
|  | San Francisco FC       | San Francisco FC       | San Francisco FC | (B1)       | 0          | (B1)       | 0                     | 2                     | 0(4)   |        |        |        |        |  |
|  | San Francisco FC       | San Francisco FC       |                  |            |            | (B1)       | 0                     | 2                     | 0(4)   |        |        |        |        |  |
|  | Tauro FC               | Tauro FC               | (A2)             | 1          | 1          | 0(2)       |                       |                       |        |        |        |        |        |  |
|  | Tauro FC               | Tauro FC               | (A2)             | 1          | 1          | 0(2)       |                       |                       |        |        |        |        |        |  |

#### Demi-finales
| Club                  | Aller | Retour | Club                   | Commentaire       |
| Deportivo Árabe Unido | 2-1   | 1-2    | Sporting San Miguelito | Tirs au but : 4-2 |
| San Francisco FC      | 0-1   | 2-1    | Tauro FC               | Tirs au but : 4-2 |

#### Finale
| 18 mai 2002 | San Francisco FC | 0:2   | Deportivo Árabe Unido                  | Stade Rommel Fernández |  |
|             |                  | (0:1) | Emmanuel Ceballos 27e · Blas Perez 87e |                        |  |

## Tournoi Clausura
Le tournoi Clausura se déroule de la façon suivante, en trois phases :
- La phase de qualification : les quatorze journées de championnat.
- La phase finale : six journées de championnat supplémentaires entre les quatre meilleures équipes.
- La finale : confrontation entre les deux premiers de la phase finale.

### Phase de qualification
Lors de la phase de qualification, les huit équipes affrontent à deux reprises les sept autres équipes selon un calendrier tiré aléatoirement.
Les quatre meilleures équipes sont qualifiées pour la phase finale.
Le classement est établi sur le barème de points classique (victoire à 3 points, match nul à 1, défaite à 0).
Le départage final se fait selon les critères suivants :
- Le nombre de points.
- Le nombre de points particulier.
- La différence de buts particulière.
- La différence de buts générale.
- Le nombre de buts marqués.

#### Classement
| Rang | Équipe                       | Pts | J  | G | N | P | Bp | Bc | Diff |
| ---- | ---------------------------- | --- | -- | - | - | - | -- | -- | ---- |
| 1    | Tauro FC                     | 27  | 14 | 7 | 6 | 1 | 22 | 14 | +8   |
| 2    | CD Plaza Amador              | 24  | 14 | 6 | 6 | 2 | 26 | 15 | +11  |
| 3    | Chorrillo FC                 | 23  | 14 | 6 | 5 | 3 | 21 | 14 | +7   |
| 4    | Deportivo Árabe Unido (T)    | 22  | 14 | 5 | 7 | 2 | 18 | 13 | +5   |
| 5    | San Francisco FC             | 18  | 14 | 5 | 3 | 6 | 19 | 18 | +1   |
| 6    | Sporting Cocle               | 13  | 14 | 3 | 4 | 7 | 13 | 22 | -9   |
| 7    | Alianza FC                   | 12  | 14 | 2 | 6 | 6 | 18 | 29 | -11  |
| 8    | Atlético Veragüense (en) (P) | 8   | 14 | 1 | 5 | 8 | 11 | 23 | -12  |

| Légende : Qualifications et relégations | Légende : Qualifications et relégations             |
| --------------------------------------- | --------------------------------------------------- |
|                                         | Qualifié pour la phase finale                       |
|                                         | (T) : Tenant du titre (P) : Promu de la saison 2001 |

#### Matchs
| Résultats (▼dom., ►ext.)                                   | Ali | Ára | Ver | Cho | Pla | San | Spo | Tau |
| Alianza FC                                                 |     | 2-2 | 4-3 | 1-4 | 1-3 | 2-2 | 1-3 | 1-1 |
| Deportivo Árabe Unido                                      | 2-1 |     | 2-0 | 1-1 | 0-0 | 1-0 | 1-1 | 1-2 |
| Atlético Veragüense (en)                                   | 0-0 | 1-3 |     | 0-1 | 1-2 | 0-1 | 1-0 | 2-2 |
| Chorrillo FC                                               | 2-1 | 1-2 | 0-0 |     | 0-0 | 2-0 | 5-1 | 1-1 |
| CD Plaza Amador                                            | 1-1 | 1-1 | 5-2 | 3-1 |     | 0-1 | 2-2 | 4-0 |
| San Francisco FC                                           | 5-1 | 0-0 | 1-1 | 1-2 | 2-1 |     | 1-2 | 1-3 |
| Sporting Cocle                                             | 0-1 | 2-1 | 0-0 | 0-0 | 2-3 | 0-4 |     | 0-1 |
| Tauro FC                                                   | 1-1 | 1-1 | 2-0 | 3-1 | 1-1 | 3-0 | 1-0 |     |
| - Victoire à domicile - Match nul - Victoire à l'extérieur |     |     |     |     |     |     |     |     |

### La phase finale
Lors de la phase finale les quatre équipes affrontent à deux reprises les trois autres équipes selon un calendrier tiré aléatoirement.
Le classement est établi sur le barème de points classique (victoire à 3 points, match nul à 1, défaite à 0).
Le départage final se fait selon les critères suivants :
- Le nombre de points.
- Le nombre de points particulier.
- La différence de buts particulière.
- La différence de buts générale.
- Le nombre de buts marqués.

#### Classement
| Rang | Équipe                    | Pts | J | G | N | P | Bp | Bc | Diff |
| ---- | ------------------------- | --- | - | - | - | - | -- | -- | ---- |
| 1    | Tauro FC                  | 12  | 6 | 4 | 0 | 2 | 12 | 10 | +2   |
| 2    | CD Plaza Amador           | 10  | 6 | 3 | 1 | 2 | 10 | 0  | +10  |
| 3    | Chorrillo FC              | 9   | 6 | 3 | 0 | 3 | 11 | 8  | +3   |
| 4    | Deportivo Árabe Unido (T) | 4   | 6 | 1 | 1 | 4 | 8  | 14 | -6   |

| Légende : Qualifications et relégations | Légende : Qualifications et relégations             |
| --------------------------------------- | --------------------------------------------------- |
|                                         | Qualifié pour la finale du tournoi                  |
|                                         | (T) : Tenant du titre (P) : Promu de la saison 2001 |

#### Matchs
| Résultats (▼dom., ►ext.)                                   | Ára | Cho | Pla | Tau |
| Deportivo Árabe Unido                                      |     | 1-0 | 1-1 | 2-3 |
| Chorrillo FC                                               | 4-1 |     | 3-2 | 1-3 |
| CD Plaza Amador                                            | 3-2 | 1-0 |     | 1-2 |
| Tauro FC                                                   | 3-1 | 0-3 | 1-2 |     |
| - Victoire à domicile - Match nul - Victoire à l'extérieur |     |     |     |     |

#### Finale
| Match aller      | CD Plaza Amador                           | 2:1   | Tauro FC        | Stade Municipal de Balboa |  |
| 20 novembre 2002 | Alejandro Dawson 18e · José Justavino 19e | (2:0) | Luis Tejada 76e |                           |  |

| Match retour     | Tauro FC                                        | 1:0             | CD Plaza Amador                                                   | Camp Giancarlo Gronchi |  |
| 24 novembre 2002 | Ricardo Phillips 24e                            | (1:0)           |                                                                   |                        |  |
| 24 novembre 2002 | Anel Canales · Ricardo Phillips · Eric Martinez | Tirs au but 1:4 | Victor Suarez · Jose Rodriguez · Javier Castro · Alejandro Dawson |                        |  |

## Classement cumulatif
| Rang | Équipe                       | Pts | J  | G  | N  | P  | Bp | Bc | Diff |
| ---- | ---------------------------- | --- | -- | -- | -- | -- | -- | -- | ---- |
| 1    | Tauro FC                     | 45  | 24 | 12 | 9  | 3  | 40 | 24 | +16  |
| 2    | Deportivo Árabe Unido (C)    | 41  | 24 | 10 | 11 | 3  | 34 | 24 | +10  |
| 3    | Chorrillo FC                 | 37  | 24 | 10 | 7  | 7  | 37 | 30 | +7   |
| 4    | San Francisco FC             | 34  | 24 | 10 | 6  | 8  | 33 | 28 | +5   |
| 5    | CD Plaza Amador (C)          | 33  | 24 | 8  | 9  | 7  | 33 | 24 | +9   |
| 6    | Sporting Cocle               | 27  | 24 | 7  | 6  | 11 | 25 | 36 | -11  |
| 7    | Alianza FC                   | 27  | 24 | 6  | 9  | 9  | 31 | 43 | -12  |
| 8    | Atlético Veragüense (en) (P) | 10  | 24 | 1  | 7  | 16 | 21 | 45 | -24  |

| Légende : Qualifications et relégations | Légende : Qualifications et relégations                                         |
| --------------------------------------- | ------------------------------------------------------------------------------- |
|                                         | Copa Interclubes UNCAF 2003 (en) (Phase de groupes)                             |
|                                         | (C) : Vainqueur d'un des deux tournois de l'année (P) : Promu de la saison 2001 |

## La "Grand Final"
| 30 novembre 2002 | Deportivo Árabe Unido | 0:2 | CD Plaza Amador                  | Stade Agustín Sánchez |
|                  |                       |     | José Justavino · Gustavo Favalli |                       |

## Bilan du tournoi
| Tableau d'Honneur        |                 |
| Compétition              | Vainqueur       |
| Championnat ANAPROF 2002 | CD Plaza Amador |

| Qualifications continentales 2003-2004 |                                        |
| Copa Interclubes UNCAF                 | Qualifiés                              |
| Phase de groupes (en)                  | Deportivo Árabe Unido San Francisco FC |

| Promotions et relégations |       |
| Relégué en Primera A      | Aucun |
| Promu de Primera A        | Aucun |